# Diecéze hongkongská
Diecéze hongkongská (latinsky Dioecesis Sciiamchiamensis, je biskupství římskokatolické církve se sídlem v Hongkongu. Je sufragánní vůči arcidiecézi kantonské. Katedrálním kostelem je katedrála Neposkvrněného početí Panny Marie.

## Stručná historie
Roku 1841 byla založena Apoštolská prefektura Hongkong, povýšená v roce 1874 na apoštolský vikariát a roku 1946 na diecézi.  Po připojení Hongkongu k Číně v roce 1997 nebyli místní křesťané nuceni vstupovat do Vlasteneckého sdružení čínských katolíků a podobně jako Macao se jej netýkají dohody Svatého stolce s Čínou ohledně jmenování biskupů. Jde tedy o režim umožňující svobodné kontakty s Římem.